# Step (chanson de ClariS)
Singles de ClariS
Click
(2014) Border
(2015)
Pistes de Party Time
Koinomi
(6) Dry Flower
(8)
Step est une chanson pop du duo d'idoles japonaises ClariS, écrite par Kz. C'est le dixième single du groupe sorti le 16 avril 2014 chez SME Records. La chanson a été utilisée comme le second générique d'introduction de la série télévisée anime Nisekoi. Un clip a été produit pour "Step", dirigé par Jungo. Le single a culminé à la 3e place du classement musical hebdomadaire japonais de l'Oricon.

## Composition
"Step" est une chanson synthpop avec l'instrumentation réalisé à partir d'un synthétiseur. Le morceau est réglé sur une mesure de temps commun et défile sur un tempo de 146 battements par minute sur une tonalité de Mi mineur tout au long de la chanson. L'introduction commence avec la musique synthétisée pour passer au premier couplet, suivis du refrain. Après un autre pont, ce modèle est répété pour le deuxième couplet et le refrain qui emploie la même musique avec des paroles différentes. Un break est employé pour passer au troisième couplet, suivie immédiatement du refrain qui est utilisé en tant qu'outro pour conclure la chanson.

## Sortie et réception
"Step" a été publié dans une édition régulière et deux limitées, le 16 avril 2014, en CD par la SME Records au Japon,,. L'une des versions d'édition limitée a été emballée avec artworks de Nisekoi et contenait également une version courte de "Step" au lieu de sa version instrumentale,. L'autre édition limitée a été livrée avec un DVD contenant le clip pour "Step". Le single a culminé à la 3e place du classement musical hebdomadaire japonais de l'Oricon, et y resté classé pendant 16 semaines. "Step" a débuté et a culminé à la 5e place du Japan Hot 100 de Billboard.

## Liste des pistes
| 1.    | Step                                          | Kz         | Kz         | Kz            | 4:16 |
| 2.    | Dream World (ドリームワールド, Dorīmu Wārudo) | Koh        | Koh        | Koh           | 4:03 |
| 3.    | Sakura Saku (桜咲く)                          | Manabu Ida | Manabu Ida | Atsushi Yuasa | 4:42 |
| 4.    | Click (Instrumental)                          |            | Kz         | Kz            | 4:32 |
| 17:18 |                                               |            |            |               |      |

| Nisekoi édition limitée | Nisekoi édition limitée                       | Nisekoi édition limitée | Nisekoi édition limitée | Nisekoi édition limitée | Nisekoi édition limitée | Nisekoi édition limitée | Nisekoi édition limitée | Nisekoi édition limitée | Nisekoi édition limitée |
| No                      | Titre                                         | Paroles                 | Musique                 | Arrangement             | Durée                   |                         |                         |                         |                         |
| ----------------------- | --------------------------------------------- | ----------------------- | ----------------------- | ----------------------- | ----------------------- | ----------------------- | ----------------------- | ----------------------- | ----------------------- |
| 1.                      | Step                                          | Kz                      | Kz                      | Kz                      | 4:16                    |                         |                         |                         |                         |
| 2.                      | Dream World (ドリームワールド, Dorīmu Wārudo) | Koh                     | Koh                     | Koh                     | 4:03                    |                         |                         |                         |                         |
| 3.                      | Sakura Saku (桜咲く)                          | Manabu Ida              | Manabu Ida              | Atsushi Yuasa           | 4:42                    |                         |                         |                         |                         |
| 4.                      | Click (TV Mix)                                |                         | Kz                      | Kz                      | 4:32                    |                         |                         |                         |                         |
| 14:33                   |                                               |                         |                         |                         |                         |                         |                         |                         |                         |

| 1. | Click (Clip) | 4:32 |

## Personnel
| ClariS - Clara – Chant - Alice – Chant Musiciens supplémentaires - Hirōmi Shitara – Guitare - Tak Miyazawa – Guitare | Production - Takashi Koiwa – Mixage audio - Yuji Chinone – Mastering - Tatsuo Murai – Design, Direction artistique |

## Classements
| Classement (2014)          | Meilleure position |
| -------------------------- | ------------------ |
| Japan Hot 100 de Billboard | 5                  |
| Weekly Singles de l'Oricon | 3                  |